# Horst-Michael Schaffer
Horst-Michael Schaffer (ur. 1971) – muzyk jazzowy grający na trąbce. Wchodzi w skład kolektywu Karimski Club.

## Dyskografia
- Fisz
  - Na wylot
    - 23:32 – muzyka, trąbka
    - S.O.S. – trąbka + efekty
    - Rozmyty – trąbka + efekty
    - Na wylot – trąbka + efekty
- Pan Yapa
  - Pan Yapa i magiczna załoga
    - Magiczna załoga – trąbka
    - Urodziny małego czarodzieja – trąbka
    - Mambo Bazyliszek – skrzydłówka
    - Dwa utopce – trąbka
    - Morelowy wampirek – śpiew
    - Zlot czarownic – trąbka